# Tamgrut
Tamgrut o Tamegroute (àrab: تامكروت, Tāmgrūt; amazic estàndard marroquí: ⵜⴰⵎⴳⵔⵓⵜ) és una comuna rural de la província de Zagora, la regió de Drâa-Tafilalet, al Marroc. Segons el cens de 2014 tenia una població total de 21.603 persones entre els diversos ksars que la formen. Està situada a la vall del riu Draa al sud del Marroc a uns 20 km de Zagora, a l'antiga ruta de Tombuctú.
Al centre dels diversos ksars hi ha la zàwiya dels Nasiriyya fundada el 1575/1576 per Abu-Hafs Úmar ibn Àhmad al-Ansarí de la família marabútica de sayyids al-nas de la vall del Draa, i a la que va donar nom el xeic Muhàmmad ibn Nàssir (nascut a Ighlan el 1603 i instal·lat després a la zàwiya) de la que va heretar la direcció a la mort de sàyyid Àhmad ibn Ibrahim el mars del 1674. Aquesta zàwiya ha donat diverses personalitat religioses destacades. Les tombes dels caps de la zàwiya posteriors a Ibn Nàssir són al lloc on també hi ha una rica biblioteca amb antigues obres i manuscrits en pells de gasela, que encara no s'ha pogut inventariar.

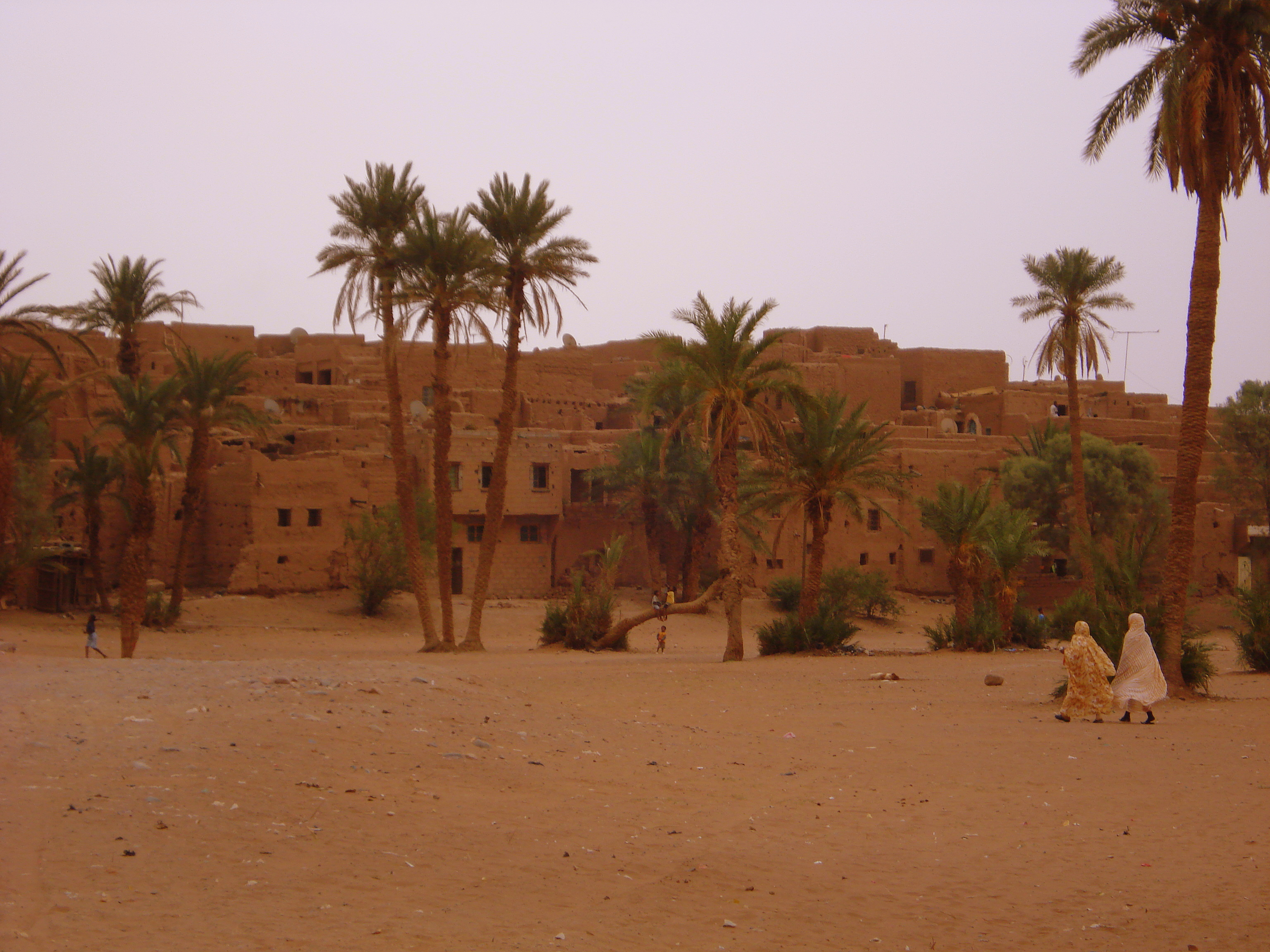
Ksar de Tamgrut